# El Oso Yonki
El Oso Yonki fou un grup de música harcore punk del Pont de Suert, a l'Alta Ribagorça. Algunes de les seues cançons esdevingueren himnes per a l'escena alternativa de l'època.

## Discografia
- Venganza (Tralla Records, 1994)
- Andakenó (Tralla Records, 1995)
- El Oso Yonki (Radio Bronka, 2001)[3]
- Hardware to hell (Autoedició, 2007)[4]